# Włodzimierz Łapiński
Włodzimierz Łapiński (ur. 9 stycznia 1939 w Rypinie) – polski artysta fotograf, publicysta. Członek rzeczywisty Okręgu Warszawskiego Związku Polskich Artystów Fotografików. Autor i współautor albumów fotograficznych o tematyce przyrodniczej.

## Życiorys
Włodzimierz Łapiński jest absolwentem Szkoły Głównej Gospodarstwa Wiejskiego w Warszawie. Związany z warszawskim środowiskiem fotograficznym, fotografuje od połowy lat 50. XX wieku. Od początku lat 70. XX wieku uprawia fotografię artystyczną. Miejsce szczególne w jego twórczości zajmuje fotografia krajobrazowa oraz fotografia przyrodnicza. 
Włodzimierz Łapiński jest autorem i współautorem wielu wystaw fotograficznych; indywidualnych i zbiorowych w Polsce i za granicą. Jego fotografie wielokrotnie prezentowane na wystawach pokonkursowych były doceniane akceptacjami, medalami, nagrodami, wyróżnieniami, dyplomami, listami gratulacyjnymi.  W 1977 roku (wprowadzony przez Mirosława Wiśniewskiego i Włodzimierza Puchalskiego) został przyjęty w poczet członków Okręgu Warszawskiego Związku Polskich Artystów Fotografików (legitymacja nr 469). 
W 1984 roku został odznaczony Odznaką „Za Zasługi dla Województwa Suwalskiego”, w 1989 roku odznaczony Odznaką honorową „Za zasługi dla oświaty”, w 1993 roku został uhonorowany Medalem św. Huberta. W 1994 roku został laureatem nagrody II stopnia, przyznanej przez Ministerstwo Ochrony Środowiska, Zasobów Naturalnych i Leśnictwa – między innymi za twórczość fotograficzną i pracę na rzecz ochrony środowiska. W 1998 nominowany do tytułu Najwybitniejszej Postaci Województwa Suwalskiego – został laureatem w kategorii Kultura, w plebiscycie tygodnika Krajobrazy. 
Włodzimierz Łapiński od początku lat 70. XX wieku jako fotograf współpracuje z wieloma czasopismami ocierającymi się o tematykę przyrodniczą i łowiecką (Łowiec Polski, Wild und Hund, Die Pirsch, St. Hubertus, Jager) publikując na ich łamach wiele autorskich fotografii. Od 1990 roku artysta prowadzi działalność wydawniczą we własnym Wydawnictwie Włodzimierz Łapiński.

## Publikacje (albumy)
- W kniei (Krajowa Agencja Wydawnicza 1980)
- Wędrówka po puszczy (Krajowa Agencja Wydawnicza 1986)
- Przez polskie knieje (1991)
- Pojednanie z lasem (Wydawnictwo Włodzimierz Łapiński 1992)
- Pieśń lasu (Wydawnictwo Włodzimierz Łapiński 1994)
- Klejnoty naszej przyrody (Wydawnictwo Włodzimierz Łapiński 1997)
- Wielki Bór (Wydawnictwo Włodzimierz Łapiński 1998)
- Puszcza Białowieska (Wydawnictwo Włodzimierz Łapiński 2000)
- Przyroda i leśnictwo Pomorza Środkowego (Wydawnictwo Włodzimierz Łapiński 2000)
- Leśne misteria (Wydawnictwo Włodzimierz Łapiński 2001)
- Wigry, Kanał Augustowski, Puszcza (Wydawnictwo Włodzimierz Łapiński 2002)
- W poprzek świata (Wydawnictwo Włodzimierz Łapiński 2003)
- Przyroda i leśnictwo Śląska (Wydawnictwo Włodzimierz Łapiński 2003)
- Przyroda i leśnictwo Dolnego Śląska (Wydawnictwo Włodzimierz Łapiński 2004)
- Przyroda i leśnictwo Krainy Puszcz i Jezior (Wydawnictwo Włodzimierz Łapiński 2005)
- Rok wśród lasów, pól i szuwarów – wspólnie z synem Rafałem Łapińskim (Wydawnictwo Włodzimierz Łapiński 2006)
- Bagno i rzeka Rospuda – wspólnie z synem Rafałem Łapińskim (Wydawnictwo Włodzimierz Łapiński 2007)

Źródło

## Odznaczenia
- Odznaka „Za Zasługi dla Województwa Suwalskiego” (1984)
- Odznaka honorowa „Za zasługi dla oświaty” (1989)
- Medal św. Huberta (1993)

Źródło